# Ranunculus biclaterae
Ranunculus biclaterae är en ranunkelväxtart som beskrevs av Dunkel. Ranunculus biclaterae ingår i släktet ranunkler, och familjen ranunkelväxter. Inga underarter finns listade i Catalogue of Life.